# Прохідний палац

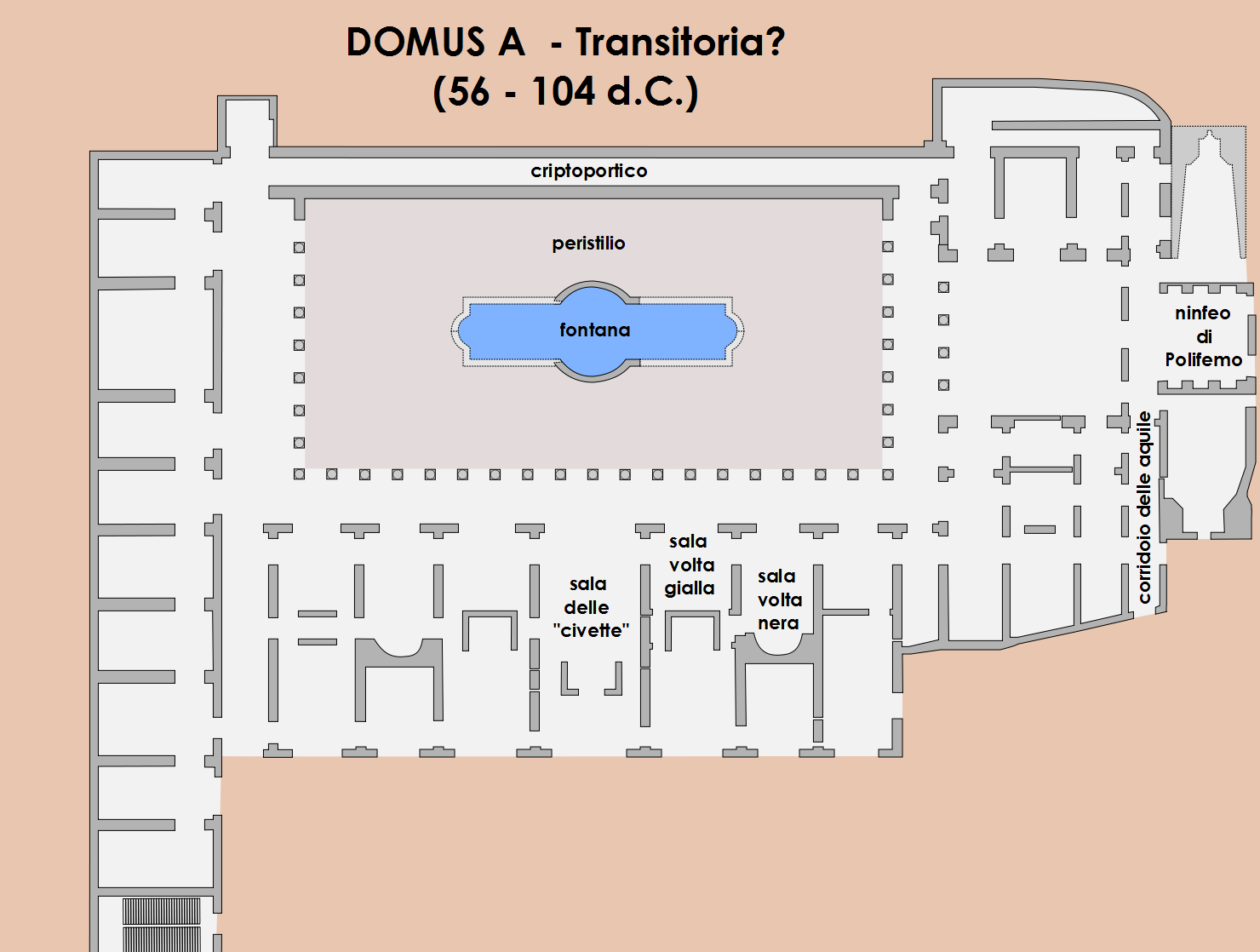
Прохідний палац

Прохідний палац (Domus Transitoria) — палац давньоримського імператора Нерона, що існував до Великої пожежі в Римі 64 року.

## Історія
Палац був зведений, імовірно в 60 році, імператором Нероном, що намагався поєднати Палатинський,  Есквілінський, та Оппієві пагорби під одною будівлею. Призначався для того, щоб зв'язати з Палатином сади Мецената, Ламієві, та Лоллієви сади, що перебували у власності династії Юліїв-Клавдіїв.
Прохідний палац було зруйнований пожежею 64 року і замінено Золотим палацом.

## Опис
Тривалий час про будову цього палацу нічого не було відомо. Вважалося, що від нього нічого не залишилося, поки Боні не розкопав під південною частиною державних апартаментів палацу Флавіїв двоповерхові залишки розкішного і прекрасно обробленого палацу. Спочатку його ідентифікували як палац Квінта Лутація Катула або імператора Клавдія. Втім більшість сучасних дослідників вважають ці залишки частиною Прохідного палацу.
На першому поверсі нижче рівня землі розташовувався сад. Одну його стіну займав чудовий німфей, колись прикрашений різнобарвним мармуром, але сильно пошкоджений під час розкопок Фарнезе в 1721 році. У центрі знаходилося 2 павільйони з маленькими колонами, а між ними клумби з вертикальними стінами з вигнутих мармурових плит.
Стіна навпроти німфея була прикрашена нішами. На північний захід розташовувалася кімната з надзвичайно чудовими фресками — сценками з гомерівського циклу в облямовці яких переважають синій і золотий кольори. Крихітні залишки різнобарвного мармурового підлогового покриття та облицювання стін свідчать про виняткову витонченість і красу обробки.
Дві кімнати на північний схід, помилково названо лазнями Лівії. П'ять кольорових замальовок обох стель зберігаються в ранковій їдальні музею Соуна в Лінкольнс-Інн-Філдс (Лондон). Крім цих кімнат збереглася дуже велика вбиральня; раніше її помилково вважали машинним відділенням гідравлічного ліфта, який, як передбачається, діяв в шахті глибиною понад 36 метрів, розташованої неподалік.
З обох сторін німфея мармурові сходи вели на другий поверх. Під триклиниєм більш пізнього часу збереглося тільки основа підлогового покриття, але на північний захід і північний схід можна бачити білі мармурові плити, приблизно на метр нижче рівня палацу Флавіїв, який перебудував цю частину палацу і зробив її одноповерховою, повністю ліквідувавши нижній поверх; а під його німфеєм на північному заході можна побачити надзвичайно прекрасне покриття для підлоги з штучної мозаїки (opus sectile), на якому виявилося безліч безперечних слідів пожежі. Поруч розташовується кімната, в якій колись розміщувалося кілька фонтанів, вода з яких стікала в нижній німфей.
Інші руїни Прохідного палацу були знайдені біля з'єднання Нового шляху з Палатинським узвозом.